# 조슈아 레너드
조슈아 레너드(Joshua Leonard, 1975년 6월 17일~)는 미국의 배우, 작가, 감독이다.

## 출연 작품
- 풀리 리얼라이즈드 휴먼스 (2020)
- 포 굿 데이스 (2020)
- 언세인 (2018)
- 비홀드 마이 하트 (2018)
- 하트비트 (2016)
- 6년의 사랑 (2015, 6 Years)
- 와일드라이크 (2014)
- 아몽 레이븐스 (2014)
- 더 타운 댓 드레디드 선다운 (2014)
- 이프 아이 스테이 (2014)
- 유니콘즈 (2014)
- 블랙 아이드 도그 (2014)
- 클러터 (2013)
- 선셋 스토리스 (2012)
- 모텔 라이프 (2012)
- 거짓말 (2011)
- 트리트먼트 (2011)
- 저 높은 곳을 향하여 (2011)
- 볼드 네이티브 (2010)
- 더 프리비 (2010)
- 비터 피스트 (2010)
- 데드 인 러브 (2009)
- 험프데이 (2009)
- 익스펙팅러브 (2008)
- 뷰티풀 루저스 (2008)
- 프롬 나이트 (2008)
- 심플 씽 (2007)
- 폴워커의 네고시에이터 (2007)
- 손도끼 (2006)
- 퀴드 프로 쿼 (2006)
- 쉐기 독 (2006)
- 어 이어 앤 어 데이 (2005)
- 라서니 (2004)
- 매드하우스 (2004)
- 블레어 윗치의 저주 (1999)
- 블레어 윗치 2: 어둠의 경전 (2000)
- 맨 오브 오너 (2000)
- 쎄크리파이스 (2000)
- 커비하우스 (2001, Cubbyhouse)
- 듀스 와일드 (2002)
- 바그다드의 소년들 (2002, Live from Baghdad)
- 스코치트 (2003)

### 텔레비전
- CSI: 마이애미 (2005)
- 헝 (2009)
- 베이츠 모텔 (2015)
- 투게더니스 (2015-16, Togetherness)